# أرجيريس بابابيترو
أرجيريس بابابيترو (باليونانية: Αργύρης Παπαπέτρου)‏ مواليد 21 فبراير 1965 في أيغينيو، اليونان، هو لاعب كرة سلة يوناني سابق. يبلغ طوله 6 قدم 9 بوصة (2.1 م). لعب مع نادي باناثينايكوس لكرة السلة في الدوري اليوناني لكرة السلة.

## روابط خارجية
- أرجيريس بابابيترو على موقع الاتحاد الدولي لكرة السلة (الإنجليزية)
- أرجيريس بابابيترو على موقع كرة السلة الأوروبية.كوم (الإنجليزية)
- أرجيريس بابابيترو على موقع ريلجم (الإنجليزية)